# Jaromíra Kolárová

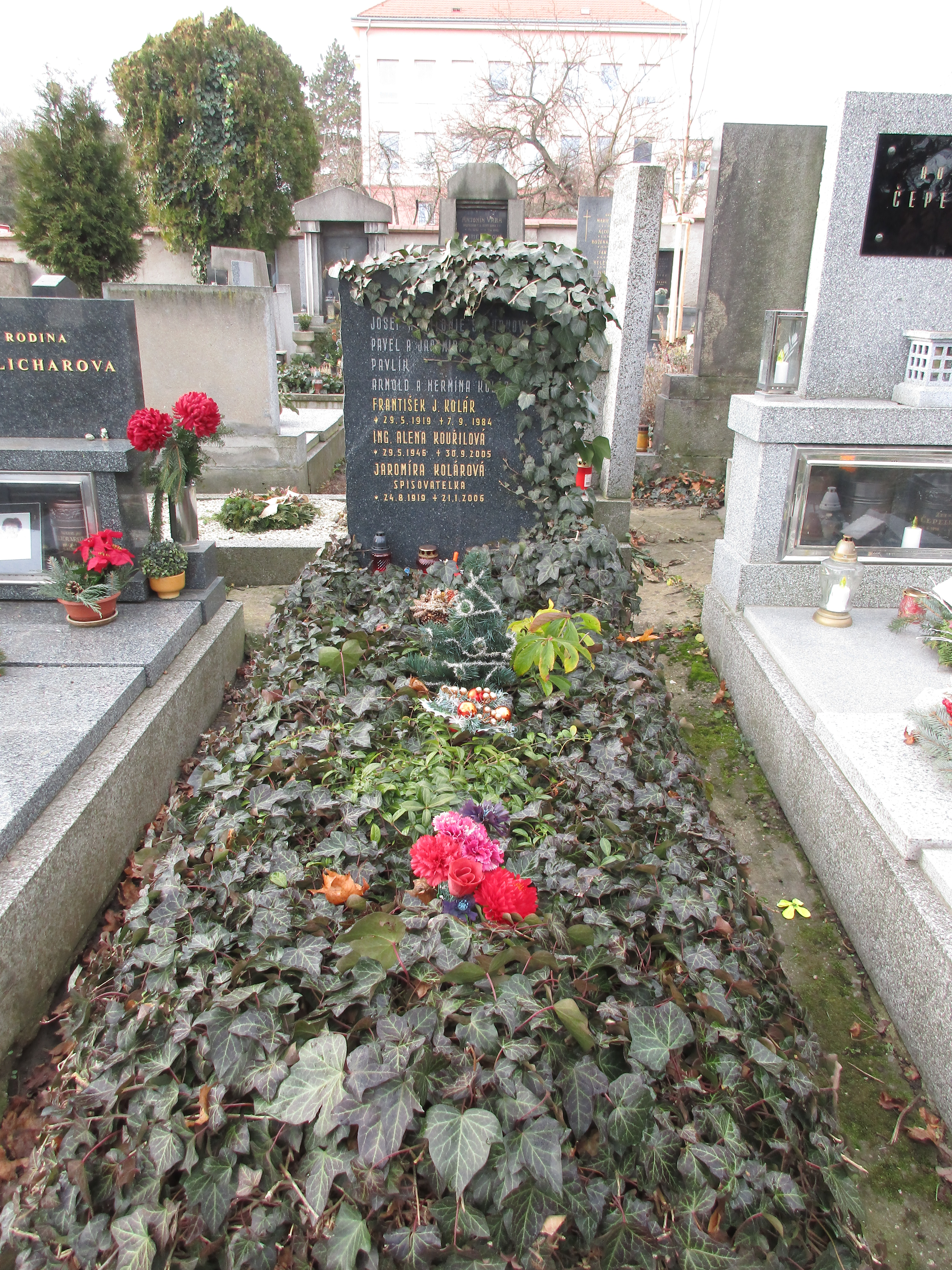
Hrob Jaromíry Kolárové – české spisovatelky na hřbitově v Bubenčim

Jaromíra Kolárová, rozená Setničková (24. srpna 1919 Praha – 21. ledna 2006 Praha), byla česká spisovatelka, dramatička a scenáristka.

## Život
Jaromíra Setničková se narodila v dělnické rodině, dětství prožila na periferii v Bubenči a dělnické kolonii v Holešovicích, což ovlivnilo část její prozaické i dramatické tvorby. V Praze vystudovala reformní reálné gymnázium, kde v roce 1938 složila maturitní zkoušku. Krátce poté odjela do Paříže, kde chtěla studovat, ale vrátila se a zapsala se na FF UK na obor čeština a francouzština. Po uzavření vysokých škol v roce 1939 navštěvovala abiturientský kurz při obchodní akademii a v letech 1940 – 1945 pracovala jako referentka ve Svazu tesařských mistrů.
V téže době se podílela na činnosti dětského amatérského loutkového divadla Domovina. Po válce (v říjnu 1945) se vdala a začala znovu studovat na FF UK, po narození druhého dítěte, syna Vladimíra, však studium ukončila. V letech 1947 – 1949 byla externí redaktorkou týdeníku Rolnické hlasy. Roku 1950 se i s rodinou přestěhovala do Ostravy; krátce působila v kulturní rubrice krajského deníku Nová svoboda, 1951 se stala tajemnicí pobočky Svazu československých spisovatelů. Poté pracovala jako lektorka Státního divadla v Ostravě. Když byl v roce 1952 její manžel zatčen a ve vykonstruovaném politickém procesu odsouzen za velezradu, sabotáž a špionaž na 15 let do vězení, byla nucena pracovat jako úřednice Velkoobchodu průmyslovým zbožím (1953 – 1960).
Byla jí znemožněna jakákoli publikační činnost, její hry byly staženy z repertoáru divadel, filmové synopse a scénáře nebyly realizovány. Po manželově podmínečném propuštění v roce 1959 a následné rehabilitaci v roce 1963 působila jako dramaturgyně nejprve v ostravském televizním studiu, po návratu do Prahy v r. 1965 pak v Československé televizi Praha. Na počátku roku 1968 byla redaktorkou nakladatelství Práce, záhy těžce onemocněla (v srpnu 1968 amputace nohy), o rok později je jí přiznán invalidní důchod. V letech 1969 – 1971 pobývala v Moskvě, kde její manžel působil v československé sekci RVHP a později jako stálý zpravodaj Československého rozhlasu. Po svém návratu do Prahy pracovala až do odchodu do důchodu v roce 1977 jako dramaturgyně Filmového studia Barrandov. Poté se stala spisovatelkou z povolání.
Časopisecky debutovala Jaromíra Kolárová roku 1937. Publikovala tehdy v Mladé kultuře, Studentském časopise, Tvorbě, Haló novinách, za okupace v novinách A-Zet. Roku 1940 tu na pokračování vyšla její nerudovsky laděná novela Poplach v Tichém domě a roku 1941 vycházel román Chlapec z Ostruhové ulice o Janu Nerudovi, jehož publikace byla zastavena protektorátní cenzurou. Knižně Jaromíra Kolárová debutovala novelou Psala jsem pro tebe (1946) o vztahu mezi matkou a dospívající dcerou, knihou vznikající ještě za okupace. Poté napsala divadelní hry Šeřík v hlavni (premiéra 1950), Nebe pro tebe (1950), Jan a Marie (1951) a Omyl inženýra Matuly (1952).
K próze se vrátila až roku 1960 reportážemi v Plameni a hlavně v ostravském Červeném květu. Zde také v roce 1964 začal vycházet její román Jen o rodinných záležitostech, který o rok později vyšel i knižně. Šlo o jednu z prvních knih, přibližujících osudy obětí stalinských čistek, autorka odhalila mnohé skryté souvislosti politických procesů a přiblížila statečný zápas svých hrdinů s bezprávím, jejich boj za život i občanskou a osobní čest. V 70. letech následoval silně autobiografický generační román Můj chlapec a já (1974), koncipovaný jako fiktivní dialog matky a syna Ivana.
V románu, ve kterém se prolínají sféra soukromá a společenská, jsou na příbězích vypravěčky a její rodiny přiblíženy rovněž osudy celé společnosti od počátku 20. století až do roku 1968. K dalším čtenářsky úspěšným dílům patří vzpomínková próza Náš malý, maličký svět (1977), román Démantová spona (1978) o nenaplněném vztahu Jana Nerudy a Karolíny Světlé nebo např. povídkový soubor Cizí děti (1975), přibližující drastické osudy nechtěných dětí. Z knihy několikrát čerpali témata i scenáristé a filmoví a televizní režiséři. Díky své filmové podobě zaznamenaly značný úspěch i knihy Holky z porcelánu, Léto s kovbojem, Chtěla bych ten strom, Veronika, prostě Nika či Naděje má hluboké dno.
Kolárová se vedle prozaické, divadelní, filmové a televizní tvorby věnovala také publicistice, reportážím, fejetonům, povídkám a dalším literárním žánrům. V roce 1978 byla jmenována zasloužilou umělkyní. Za svoji tvorbu byla Jaromíra Kolárová oceněna mnoha literárními cenami. Dostala mj. mezinárodní Grand Prix za televizní tvorbu (scénář Jsou určité hranice – režie Otakar Kosek) či státní cenu Klementa Gottwalda (1986) za film Zastihla mne noc (režie Juraj Herz). Před smrtí napsala vzpomínkovou prózu Divný čas, divná láska, navazující na knihu Náš malý, maličký svět a vydanou roku 2006.

### Rodina
Jaromíra Kolárová byla manželkou příslušníka západní československé armády, politického pracovníka a novináře Františka Jaromíra Kolára (1919 – 1984). Měla s ním děti Alenu (Ing., 1946 – 2005), Vladimíra (PhDr., 1947), Milenu (MUDr., 1949 – 2018). Vladimír se stal literárním kritikem (Mladé zápasy, Sondy – spolu s J. Adamem a P. Bílkem), publicistou, prozaikem (Svět bez masky, Táta je doma, Pachuť medu).

## Dílo

### Próza
- Psala jsem pro tebe, 1946
- Jen o rodinných záležitostech!, 1965 (film – režie Jiří Svoboda)
- Domy na zelené louce, 1967
- Dobrou noc, rozume, 1972
- Můj chlapec a já, 1974
- Záhadný host, 1975
- Cizí děti, 1975 (jednotlivé povídky zfilmovány – r. Otakar Kosek, Jiří Svoboda)
- Holky z porcelánu, 1976 (film – r. Juraj Herz)
- Náš malý, maličký svět, 1977
- Démantová spona, 1978
- Léto s kovbojem, 1979 (film – r. Ivo Novák)
- Voda!, 1980
- Přežijí muži rok 2000?, 1982
- Veronika, prostě Nika, 1983 (TV film – r. Libuše Koutná)
- Chtěla bych ten strom, 1984 (TV film)
- Naděje má hluboké dno, 1986 (TV film – r. Jaromil Jireš)
- Krutá láska, 1988
- Rozhodná chvíle, 1989
- Pouť za ženskou hrdinkou, 1990
- Láska hory nepřenáší, 1992
- Nebojte se lásky, 1994
- Divný čas, divná láska, 2006

### Filmy a televizní hry
- Dobrodružství v tajze, 1962 – scénář TV hry, r. Zdeněk Havlíček
- Pavoučice, 1963 – scénář TV hry, r. Jiří Jaroš
- Holky z porcelánu, 1974 – scénář filmu, r. Juraj Herz
- Léto s kovbojem, 1976 – scénář filmu, r. Ivo Novák
- Dívka s mušlí, 1980 – literární předloha filmu, r. Jiří Svoboda
- Veronika, prostě Nika, 1981 – literární předloha TV hry, r. Libuše Koutná
- Růžový ostrov, 1983 – scénář TV hry, r. Marcel Dekanovský
- Tenký led, 1985 – scénář TV hry, r. Jana Semschová
- Zastihla mě noc, 1985 – scénář filmu, r. Juraj Herz
- Naděje má hluboké dno, 1988 – literární předloha TV hry, r. Jaromil Jireš
- Jsou určité hranice, 1988 – scénář TV hry, r. Otakar Kosek
- Chtěla bych ten strom, 1989 – literární předloha TV hry, r. Evžen Sokolovský
- Jen o rodinných záležitostech, 1989 – literární předloha filmu, r. Jiří Svoboda
- Co Hedvika neřekla, 1995 – literární předloha TV hry, r. Jiří Svoboda